# Dypsis poivreana
Dypsis poivreana – gatunek palmy z rzędu arekowców (Arecales). Występuje endemicznie na Madagaskarze, w prowincji Toamasina. Znane są tylko 2-5 jego naturalne stanowiska.
Rośnie w bioklimacie wilgotnym.